# Microcalicium
Microcalicium Vain. (picik) – rodzaj grzybów z rodziny Microcaliciaceae. Niektóre gatunki zaliczane są do grupy grzybów naporostowych, niektóre ze względu na współżycie z glonami do grupy porostów. W Polsce występują 3 gatunki.

## Systematyka i nazewnictwo
Pozycja w klasyfikacji według Index Fungorum: Microcaliciaceae, Pertusariales, Ostropomycetidae, Lecanoromycetes, Pezizomycotina, Ascomycota, Fungi.
Synonimy nazwy naukowej: Coniocybopsis Vain., Strongylopsis Vain..
Nazwa polska według W. Fałtynowicza.

## Gatunki
- Microcalicium ahlneri Tibell 1978 – picik Ahlnera
- Microcalicium arenarium (Hampe ex A. Massal.) Tibell 1978 – picik piaskowy
- Microcalicium controversum Tibell 1978[4]
- Microcalicium conversum Tibell 1978
- Microcalicium disseminatum (Ach.) Vain. 1927 – picik żółtawy
- Microcalicium subpedicellatum (Schaer.) Tibell 1978

Nazwy naukowe na podstawie Index Fungorum.  Nazwy polskie według W. Fałtynowicza.